# 菲利普·奥克斯
菲利普·奥克斯（德語：Philipp Ochs，1997年4月17日—）是一位德国足球运动员，現時效力于德乙俱乐部汉诺威，于场上司职边锋。

## 足球生涯

### 俱乐部生涯
奥克斯的足球生涯始于维多利亚韦特海姆（SV Viktoria Wertheim），并于2009年转会至霍芬海姆1899的青训营。在2013-14赛季，他随俱乐部的U19梯队赢得U19德甲联赛冠军。至2015-16赛季，他又获升入一线队。2015年8月15日，奥克斯在霍芬海姆以1比2不敌勒沃库森的德甲比赛中完成职业生涯首秀，于第82分钟替换登场。2016年1月，他延长了与霍芬海姆的合同至2019年6月30日 。同年8月，奥克斯荣获弗里茨·瓦尔特奖的U19组银奖。

### 国家队生涯
奥克斯于2011年11月8日以3比5不敌波兰U15的比赛中首度代表德国足协的15岁以下青年队参赛。他在16岁以下青年队的首次出场则是在2012年9月14日，以两个入球帮助德国U16以2比0战胜乌克兰U16。2014年5月，奥克斯跟随德国U17参加了在马耳他举行的U17欧锦赛。在那里，他参加了全部三场分组赛，但德国U17仅名列小组第三遭到淘汰。自2015年9月起，奥克斯开始为德国U19效力。他也入选了在德国本土举行的2016年U19欧锦赛参赛名单。在以3比4不敌葡萄牙U19的分组赛中，他包办了球队的全部3个入球。总体而言，奥克斯在赛事的四场比赛中出场4次，并随队顺利获得在韩国举行的2017年U20世界杯的入场券。

## 荣誉及奖项
- 弗里茨·瓦尔特奖：U19组金奖（2016年）